# Lounanletto
Lounanletto är en klippa i Finland.   Den ligger i kommunen Ijo i den ekonomiska regionen  Oulunkaari  och landskapet Norra Österbotten, i den centrala delen av landet, 600 km norr om huvudstaden Helsingfors.
Terrängen runt Lounanletto är mycket platt. Havet är nära Lounanletto åt sydväst. Runt Lounanletto är det glesbefolkat, med 9 invånare per kvadratkilometer. Närmaste större samhälle är Ijo, 16,1 km söder om Lounanletto. 